# 원종훈
원종훈(1996년 6월 10일~ )은 대한민국의 농구 선수이자, 원주 DB 프로미 소속의 농구선수이다.

## 선수 경력
단국대학교 시절 수비가 좋기로 평이 나있었다. 2018-19 시즌 신인 드래프트에서 2라운드 2순위, 전체 12순위로 원주 DB 프로미에 지명되었다. D리그에서 공식 경기 데뷔전을 치렀다.

## 출신학교
- 단구초등학교
- 광신중학교
- 광신정보산업고등학교
- 단국대학교